# فيلافيسيوسا
فيلاسبيوسا (بالإنجليزية: Villaspeciosa)‏ هي (كومونا) comune (بلدية) في مقاطعة جنوب سردينيا في منطقة سردينيا الإيطالية، وتقع على بعد حوالي 20 كيلومتر (12 ميل) شمال غرب كالياري. في 31 ديسمبر 2004، كان عدد سكانها 2039 نسمة، ومساحتها 27.3 كيلومتر مربع (10.5 ميل2).